# Article 3 de la Convention européenne des droits de l'homme
L'article 3 de la Convention européenne des droits de l'homme interdit aux États de pratiquer la torture, ou de soumettre une personne relevant de leur juridiction à des peines ou des traitements inhumains ou dégradants. Il s'agit d'une des rares dispositions de la Convention qui ne soit pas assortie d'exceptions.

## Disposition
« Nul ne peut être soumis à la torture ni à des peines ou traitements inhumains ou dégradants. »

— Article 3 - Interdiction de la torture

## Interprétations de la Cour européenne des droits de l'homme
La Cour européenne des droits de l'homme a reconnu, le 7 juillet 1989 (Soering C. Royaume-Uni), que cette disposition interdit l'extradition vers un pays étranger d'une personne si celle-ci est susceptible d'y être victime de torture. En lui-même, cet article n'interdit cependant pas à un État d'appliquer la peine de mort dans son propre territoire.
- 1989, Soering contre Royaume-Uni: si le processus judiciaire de la Virginie (États-Unis) aboutissant à la peine capitale est acceptable selon les standards démocratiques de justice, l'attente dans le « couloir de la mort » lui-même constitue un traitement inhumain et dégradant[3]. Cet arrêt a été suivi depuis par de nombreux autres, tandis que la CEDH était imitée par d'autres juridictions, étant au principe selon lequel l'extradition peut être refusée en cas d'absence de garanties que la peine de mort ne sera pas appliquée[3].
- 27 août 1992, Tomasi c. France, requête no 12850/87: constat de violation des articles 3 (interdiction des traitements inhumains ou dégradants), 5 § 3 (durée abusive de la détention provisoire) et 6 § 1 (durée excessive de la procédure) et doit verser au requérant 700 000 francs français pour dommage ;
- 28 juillet 1999, Ahmed Selmouni c. France: constat de violation de l'article 3 (les mauvais traitements infligés pendant une garde à vue constituant en l'espèce, en raison de leur gravité, des actes de torture) ainsi que de l'article 6§1 (durée excessive de la procédure pénale et civile dirigée contre les policiers qui ont infligé ces traitements au requérant);
- 1er avril 2004, Rivas c. France, requête no 59584/00: la Cour conclut, à l’unanimité, à la violation de l’article 3 (interdiction des traitements inhumains ou dégradants) de la Convention. La Cour alloue au requérant 15 000 euros pour dommage moral. Le requérant, âgé de dix-sept ans, fait constater les violences physiques subies au cours de sa garde à vue. La Cour rappelle que l’État doit fournir une explication plausible sur l'origine des blessures apparues au cours d'une garde à vue.
- 2 août 2005, Tanış et autres c. Turquie : condamnation de la Turquie pour tortures et mauvais traitements.
- 20 septembre 2005 : plusieurs condamnations de la Turquie pour des violations de cet article [réf. nécessaire].
- 24 octobre 2006, Vincent c. France, requête no 6253/03: violation de l’article 3 de la Convention, à raison de l’impossibilité pour le requérant, paraplégique, de circuler par ses propres moyens dans la prison de Fresnes.
- 26 avril 2007: Gebremedhin c. France: condamnation de la France pour violation de l'art. 3 et de l'art. 13 sur le recours effectif en raison de l’absence en zone d’attente d’accès à un recours de plein droit suspensif contre les décisions de refus d’admission et de réacheminement, alors qu’il y avait des motifs sérieux de croire que le requérant courait un risque de torture ou de mauvais traitements dans l’État de destination[4]. En conséquence, la loi du 20 novembre 2007 relative à la maîtrise de l'immigration, à l'intégration et à l'asile a créé un recours au fond suspensif contre la décision de refus d'entrée au titre de l'asile.
- 12 février 2008: Kafkaris c. Chypre (Gr. Ch., req. no 21906/04): la Cour considère qu'« infliger à un adulte une peine perpétuelle et incompressible d’emprisonnement excluant tout espoir d’élargissement peut soulever une question sous l’angle de l’article 3 » sauf si le droit national prévoit une possibilité, même très limitée, d’élargissement (§ 128) [5].
- 27 mai 2008: N. contre Royaume-Uni (Req. no 26565/05). Ne constitue pas un traitement inhumain et dégradant, le fait pour un État, après avoir rejeté la demande d'asile, d'expulser une personne atteinte d'une grave maladie, même si cette dernière est susceptible de provoquer souffrances, douleur, et de réduire l'espérance de vie de l'intéressé compte tenu de la quasi-impossibilité d'obtenir le traitement médical approprié dans le pays d'origine [6].
- 19 février 2009: A. et autres c. Royaume-Uni (Gr. Ch., req. no 3455/05): selon la Cour, la situation des requérants (non britanniques), placés en détention sans limites de temps sur la base de la loi relative à la sécurité et à la lutte contre la criminalité et le terrorisme (en) de novembre 2001, n'a « pas atteint le seuil de gravité élevé à partir duquel un traitement peut passer pour inhumain ou dégradant » (§ 134) [5].
- 9 juillet 2009: Khider c. France: la France est condamné pour traitements inhumains et dégradants. M. Khider, considéré comme « détenu particulièrement signalé » (DPS), en raison de l'aide apportée à la tentative d'évasion de son frère, en 2001, a changé 14 fois de maisons d'arrêt entre 2001 et 2008, a subi de multiples séjours à l'isolement et des fouilles corporelles systématiques[7].
- 28 septembre 2015: Grande Chambre Bouyid c. Belgique: Une simple gifle d'un agent de police ne constitue pas un traitement inhumain et dégradant au sens de l'article 3 de la Convention européenne des droits de l'Homme (Requête N°23380/09).
- 1er février 2018 : M.A c/ France "eu égard en particulier au profil du requérant qui n’est pas seulement soupçonné de liens avec le terrorisme, mais a fait l’objet, pour des faits graves, d’une condamnation en France dont les autorités algériennes ont eu connaissance, la Cour considère qu’au moment de son renvoi en Algérie, il existait un risque réel et sérieux qu’il soit exposé à des traitements contraires à l’article 3 de la Convention"